# Wioletta Lewandowska
Wioletta Lewandowska, po domu Kuźbik (ur. 11 czerwca 1967) – polska koszykarka występująca na pozycjach rzucającej lub niskiej skrzydłowej, multimedalistka mistrzostw Polski.
Przez lata zajmowała miejsca wśród najlepiej punktujących zawodniczek ligi zarówno pod względem łącznej liczby punktów, jak i średniej (1990 – 20, 1991 – 17, 1992 – 19, 1995 – 15, 1996 – 6, 1998 – 5, 1999 – 13). Podczas całej swojej kariery w ekstraklasie zdobyła 5831 punktów, co zapewniło jej trzynastą lokatę na liście wszech czasów w tej kategorii.

## Osiągnięcia
Na podstawie, o ile nie zaznaczono inaczej.

### Drużynowe
- Mistrzyni Polski (1987, 1993, 1994)
- Wicemistrzyni:
  - Pucharu Ronchetti (1993)
  - Polski (1986, 1995)
- 3. miejsce w Eurolidze (1994)
- Brązowa medalistka mistrzostw Polski (1989–1992, 1996)
- Finalistka Pucharu Polski (1999)
- Uczestniczka międzynarodowych rozgrywek Pucharu Europy Mistrzyń Krajowych (1987/1988 – TOP 18)